# Callerebia hybrida
Callerebia hybrida är en fjärilsart som beskrevs av Butler 1880. Callerebia hybrida ingår i släktet Callerebia och familjen praktfjärilar. Inga underarter finns listade i Catalogue of Life.

## Bildgalleri

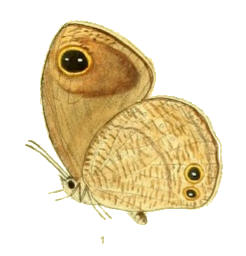
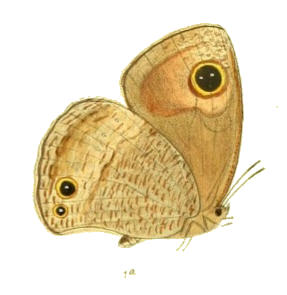